# Clan Kitabatake

## Storia
La famiglia Kitabatake (北畠家?, Kitabatake-ka) o clan Kitabatake (北畠氏?, Kitabatake-shi) della provincia di Ise erano discendenti dell'imperatore Murakami (926 – 967). Furono ferventi sostenitori dell'imperatore Go-Daigo durante l'inizio del periodo Nanboku-chō guidati dal fedele imperiale Kitabatake Chikafusa (北畠親房?; 1293–1354) e rimasero alleati della Corte del Sud durante tutto quel periodo. Questo ramo dei Kitabatake erano discendenti di un figlio di Chikafusa, Kitabatake Akiyoshi ( 北畠顕能?; morto 1383). Un diverso ramo del clan chiamato Namioka o Kitabatake-Namioka venne fondato da un altro figlio di Chikafusa, Kitabatake Akiie (北畠顕家?; 1318–1338), e governò nel nord della provincia di Mutsu. 
Durante il periodo Sengoku Kitabatake Tomonori (北畠具教?; 1528–1576), figlio di Harutomo (北畠晴具?; 1503–1563), dovette affrontare la rivolta di molti servitori contro di lui. Oda Nobunaga corse in suo aiuto guidando un'armata nella provincia e catturò i castelli di Kambe e Kuwana. Come condizione per l'intervento e pacificazione della provincia obbligò Tomonori ad adottare il suo secondogenito Nobuo (1569) che ne sposò la figlia per diventarne l'erede. Nel 1576 Tomonori si ammalò e venne assassinato quindi Nobuo divenne nuovo capo del clan. 
Il figlio di Tomonori, Nobuoki, venne successivamente imprigionato ed esiliato da Nobuo.

## Genealogia
- Kitabatake Chikafusa (北畠 親房?; 1293–1354) figlio di Moroshige, fu successivamente Chunagon (1319), Dainagon (1323), poi Daijin (1333). Combatté vigorosamente, con i suoi figli Akiie e Akinobu, per la dinastia meridionale. Lasciò diverse opere: il Jinnō Shōtōki  (storia), lo Shokugensho (amministrazione) e altre.
- Kitabatake Akiie (北畠 顕家?; 1318–1338) figlio maggiore di Chikafusa fu nominato, nel 1333, Mutsu no kami e conservò quella provincia assieme a quella di Dewa sotto l'autorità della dinastia meridionale. Nominato Chinjufu-shōgun (1335), si alleò a Nitta Yoshisada contro Ashikaga Takauji che fu sconfitto a Mii-dera; quella vittoria permise a Go-Daigo di rientrare a Kyoto. Akiie tornò a Mutsu con Yoshinaga-shinnō, (Go-Murakami) per aumentare le truppe, poi è tornato ad assediare Kamakura, che conquistò nel 1337. Poi, marciando su Kyoto, ottenne vittorie ad Awa-no-hara, Yawata e Nara, ma fu sconfitto e ucciso da Kō no Moronao a Sakai-no-ura (Izumi). Aveva solo 21 anni.
- Kitabatake Akinobu (北畠 顕信?; morto 1380?) figlio di Chikafusa, è conosciuto con il nome di Kasuga-shōshō. Combatté dapprima sotto il fratello Akiie e gli succedette come Mutsu no kami e Chinjufu-shōgun (1338). Dopo varie campagne a Hitachi, Shimōsa, ecc. riparò nel Kyūshū con il principe Yasunaga-shinnō, e fu ucciso in una  combattuta contro Shōni Yorihisa a Ohara (Chikuzen).
- Kitabatake Akiyoshi (北畠 顕能?; morto 1383) figlio di Chikafusa, combatté dapprima a Mutsu, poi in seguito, ne venne nominato governatore (kokushi). Unendo le forze A Wada Masatada e Kusunoki Masayoshi, sconfisse Ashikaga Yoshiakira ed entrò a Kyoto (1352). Obbligato a ritirarsi, rimase fino alla sua morte dalla parte del sud dell'Imperatore di Yoshino, e ricevette i titoli di Udaijin e Sangū.
- Kitabatake Akiyasu (北畠 顕泰?) figlio di Akiyoshi, fu governatore di Ise, si radunò attorno allo Shōgun dopo la fusione delle due dinastie (1392). Aiutò a sedare la rivolta di Ōuchi Yoshihiro (1399) e ricevette dallo Shōgun Ashikaga Yoshimitsu il distretto di Koga (Ōmi).
- Kitabatake Mitsumasa (北畠 満雅?; morto 1429) fratello di Akiyasu e adottato da lui come suo erede. Nel 1392 il successore di Go-Komatsu fu preso dalla dinastia settentrionale, e Mitsumasa iniziò ad organizzare una marcia su Kyoto per innalzare al trono principe Ogura, figlio di Go-Kameyama, ma non riuscì nel suo intento (1414). Un secondo tentativo, al momento dell'adesione di Go-Hanazono (1429), non ebbe successo: Mitsumasa fu sconfitto da Toki Tokiyori.
- Kitabatake Noritomo (北畠 教具?; 1423–1471) figlio di Mitsumasa, fu kokushi di lse, e represse nel 1402 un tentativo di Hatakeyama Yoshinari di ribellarsi contro lo Shōgun Ashikaga Yoshimasa. Al tempo della guerra Ōnin (1467), diede ospitalità a Yoshimi che fu costretto a fuggire da Kyoto.
- Kitabatake Masasato (北畠 政郷?; 1449 – 1508) figlio di Noritomo, anch'egli kokushi di lse, dovette procedere con rigore contro uno dei suoi ufficiali, Enokura Ujinori, che si comportò male nei confronti di coloro che andavano in pellegrinaggioa Ise (1488).
- Kitabatake Harutomo (北畠 晴具?; 1503 – 1563) nipote di Masasato, represse la rivolta dei samurai di Tamaru (Ise) che avevano massacrato il loro signore, Tamaru Tomotada.
- Kitabatake Tomonori (北畠 具教?; 1528 – 1576) figlio di Harutomo, dovette affrontare la ribellione di numerosi suoi servitori. Nobunaga venne con un esercito per pacificare la provincia, catturò i castelli di Kambe e Kuwana e, come condizione per la pace, obbligò Tomonori ad adottare il suo secondo figlio Nobuo (1569). Nel 1576 Tomonori si ammalò e fu assassinato dai suo samurai.
- Kitabatake Tomofusa (北畠 具房?; 1547 - 1580) figlio maggiore di Tomonori, era noto anche come Nobuoki. Fu obbligato a cedere i suoi diritti di successione a Nobuo, figlio di Nobunaga, che aveva ricevuto la provincia di Ise. Dissensi con Nobuo lo fecero esiliare a Nagashima. Più tardi, dimorò a Kawachi, Owari e morì a Kyoto. Due dei suoi discendenti, uno dei quali fu il capo dello Ryozen-jinja (santuario dedicato a Chikafusa, Akiie, Akinobu) a Iwashiro divennero baroni dopo l'abolizione del sistema han.